# لس آنجلس چارجرز

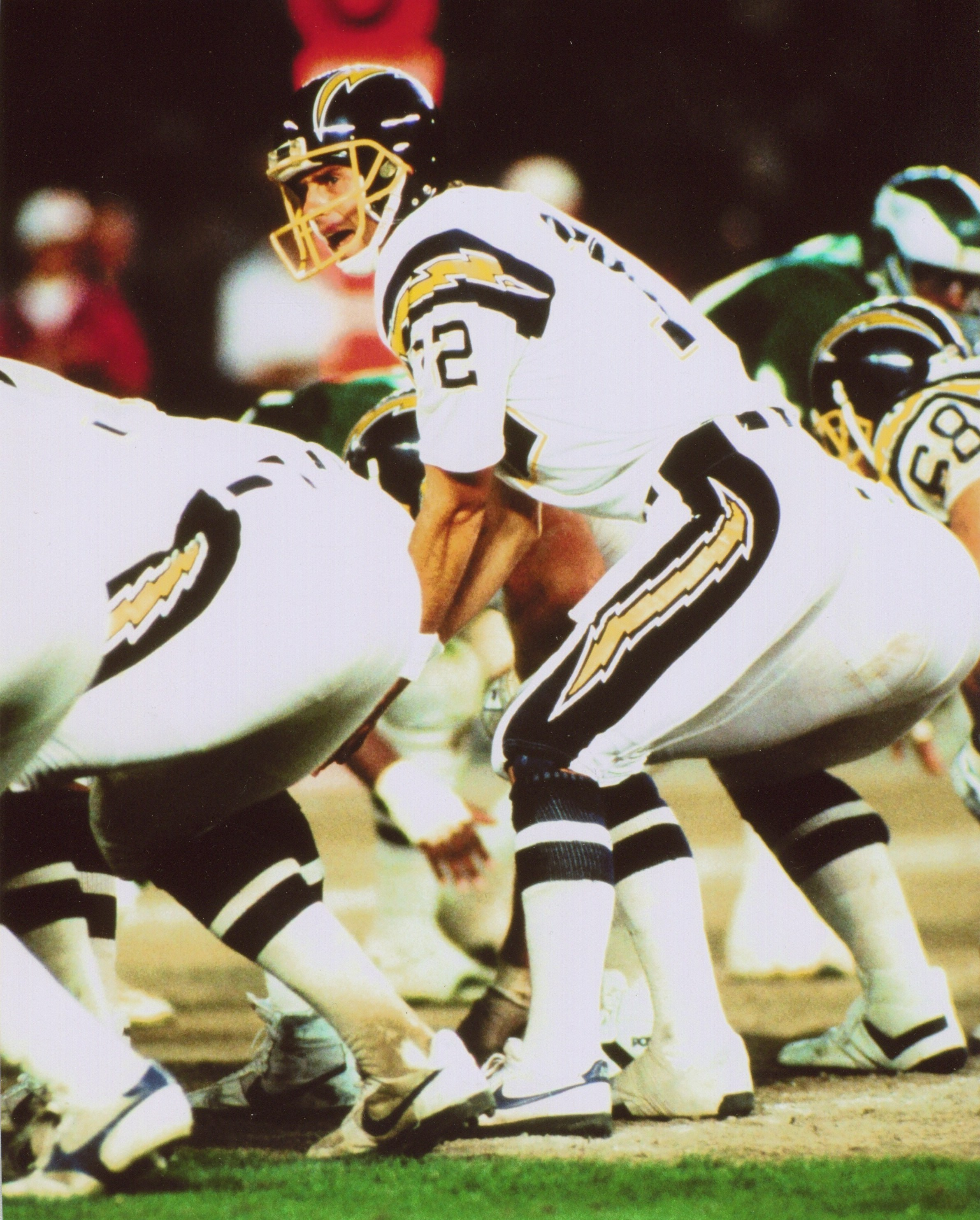

تیم فوتبال آمریکایی لس آنجلس چارجرز (به انگلیسی: Los Angeles Chargers) از شهر لس آنجلس در ایالت کالیفرنیا می‌باشد.
این تیم عضو لیگ ملی فوتبال آمریکا است. و ورزشگاه خانگی این تیم ورزشگاه استاب هاب سنتر انگلیسی: Stubhub Center) نام دارد.

## وب‌گاه رسمی
- وبگاه رسمی تیم